# Gage (Chorwacja)
Gage – wieś w Chorwacji, w żupanii sisacko-moslawińskiej, w gminie Dvor. W 2011 roku liczyła 66 mieszkańców.